# Gran Premio di Rosario 1948
Il Gran Premio di Rosario 1948 è stata una corsa automobilistica di velocità in circuito.
È stata la terza prova della Temporada Argentina 1948.

## Qualifiche
Risultati delle qualifiche.
| Pos | Nr | Pilota              | Scuderia             | Vettura        | Tempo  |
| --- | -- | ------------------- | -------------------- | -------------- | ------ |
| 1   |    | Óscar Gálvez        | Privato              | Alfa Romeo 308 | 1'49"0 |
| 2   |    | Juan Manuel Fangio  | A.C.A.               | Gordini 11     | 1'49"2 |
| 3   |    | Luigi Villoresi     | Scuderia Milano      | Maserati 4CL   | 1'50"1 |
| 4   | 16 | Nino Farina         | Scuderia Milano      | Maserati 8CL   | 1'50"4 |
| 5   |    | Jean-Pierre Wimille | Équipe Simca-Gordini | Gordini 15     | 1'50"7 |
| 6   |    | Chico Landi         | Privato              | Alfa Romeo 308 |        |
| 7   |    | Italo Bizio         |                      | Maserati       |        |
| 8   |    | Victorio Rosa       |                      | Maserati       |        |
| 9   |    | Pedro Llano         |                      | Maserati       |        |
| 10  |    | Achille Varzi       | Privato              | Alfa Romeo 12C |        |
| 11  |    | Eitel Cantoni       |                      | Maserati       |        |
| 12  |    | Andres Fernández    |                      | Maserati 6CM   |        |

## Gara

### Risultati
Risultati della gara.
| Pos | Nr | Pilota              | Scuderia             | Vettura        | Giri | Tempo/Ritiro |
| --- | -- | ------------------- | -------------------- | -------------- | ---- | ------------ |
| 1   |    | Jean-Pierre Wimille | Équipe Simca-Gordini | Gordini 15     | 50   | 1h32'27"3    |
| 2   |    | Chico Landi         | Privato              | Alfa Romeo 308 | 50   | 1h34'17"1    |
| 3   |    | Luigi Villoresi     | Scuderia Milano      | Maserati 4CL   | 48   |              |
| 4   |    | Pedro Llano         |                      | Maserati       | 48   |              |
| 5   |    | Eitel Cantoni       |                      | Maserati       | 46   |              |
| 6   |    | Italo Bizio         |                      | Maserati       | 46   |              |
| 7   |    | Andres Fernández    |                      | Maserati 6CM   | 46   |              |
| 8   |    | Juan Manuel Fangio  | A.C.A.               | Gordini 11     | 41   |              |
| Rit |    | Óscar Gálvez        | Privato              | Alfa Romeo 308 | 25   |              |
| Rit | 16 | Nino Farina         | Scuderia Milano      | Maserati 8CL   | 5    | Freni        |
| Rit |    | Victorio Rosa       |                      | Maserati       |      |              |
| Rit |    | Achille Varzi       | Privato              | Alfa Romeo 12C |      |              |

Giro veloce:  Juan Manuel Fangio (1'48"3)